# Eviota monostigma
Eviota monostigma es una especie de peces de la familia de los Gobiidae en el orden de los Perciformes.

## Distribución geográfica
Se encuentran en Nueva Caledonia y Tonga.

## Observaciones
Es inofensivo para los humanos.